# 댈러스 레인저스
댈러스 레인저스(Dallas Rangers)는 미국 텍사스주 댈러스를 연고지로 했던 마이너 리그 베이스볼 팀이다. 1958년에 더블 A 텍사스 리그에 참가했다가 1959년부터 1962년까지 트리플 A 아메리칸 어소시에이션에 참가했고, 1963년과 1964년에는 트리플 A 퍼시픽 코스트 리그에 합류했다. 홈구장은 버넷 필드를 사용했다.

## 역대 주요 선수
- 잭 애커
- 딘 챈스
- 짐 프레고시
- 켄 해럴슨
- 루 크라우스 주니어
- 프레드 뉴먼
- 토니 올리바
- 하위 리드
- 벅 로저스
- 쿠키 로자스
- 리 스트레인지
- 세사르 토바르
- 존 와이어트
- 레이 자블론스키
- 톰 버지스
- 리오 버크
- 척 태너
- 미키 해링턴
- 돈 라센
- 잭 스프링
- 찰리 슈메이커
- 조지 뱅크스
- 마티 마르티네스
- 제이 워드